# Unidad de cuidados intensivos

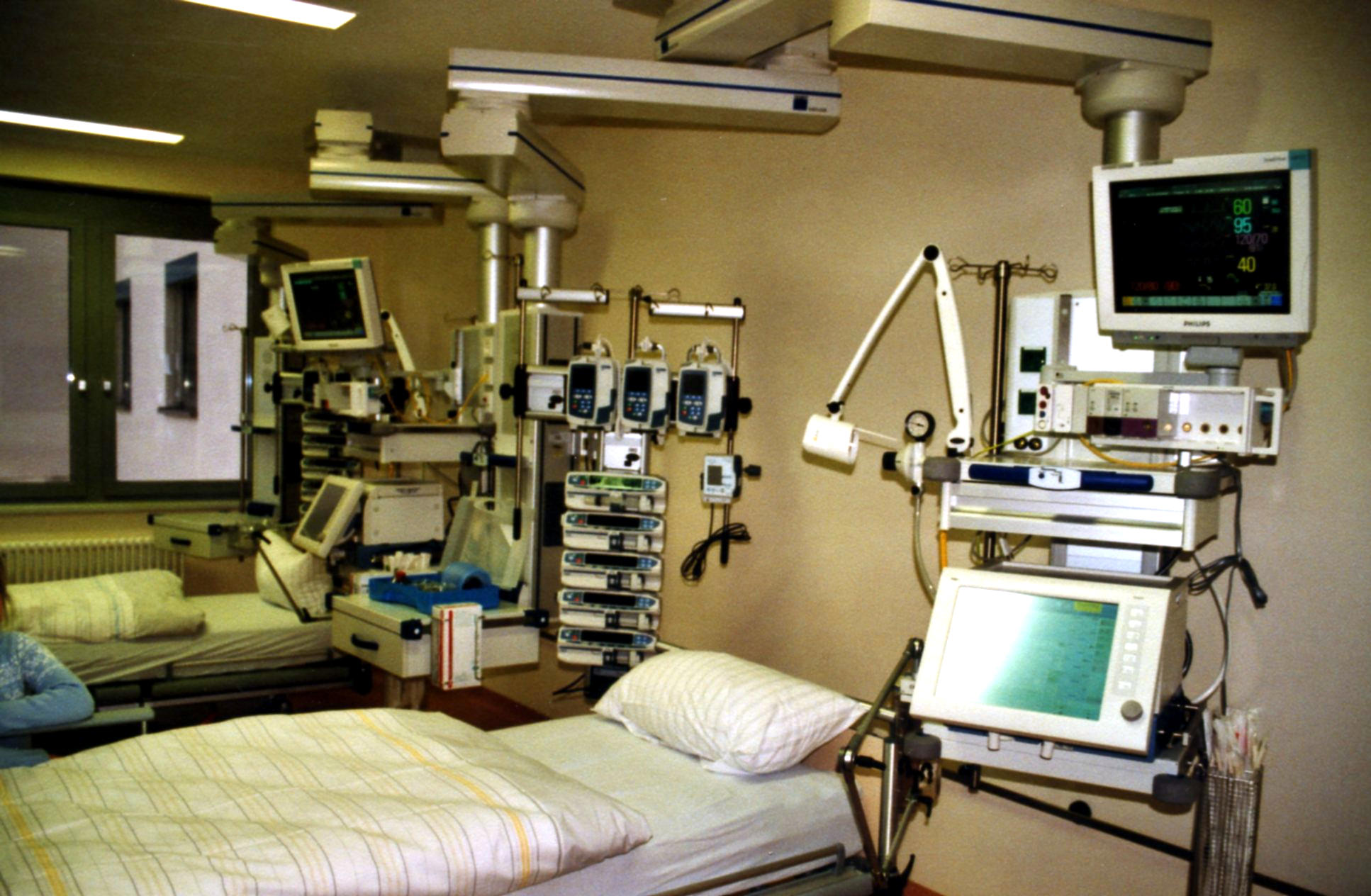
Unidad de cuidados intensivos (UCI) de un hospital con los respiradores médicos al lado de la cama.

Una unidad de cuidados intensivos (UCI), unidad de vigilancia intensiva (UVI), unidad de cuidados críticos (UCC), centro de tratamiento intensivo (CTI), unidad de medicina intensiva (UMI) o  unidad de terapia intensiva (UTI) es una instalación especial dentro del área hospitalaria que proporciona medicina intensiva. Los pacientes candidatos a entrar en cuidados intensivos son aquellos que tienen alguna condición grave de salud que pone en riesgo su vida y que por tal requieren de una monitorización constante de sus signos vitales y otros parámetros, como el control de líquidos. Muchos hospitales han habilitado áreas de cuidados intensivos para algunas especialidades médicas.

## Tipos y especialidades de UCI
Dependiendo del volumen de pacientes ingresados puede haber varias unidades de cuidados intensivos especializadas en diferentes áreas de la medicina, como son:
- Cuidados intensivos cardiológicos o unidad coronaria.
- Cuidados intensivos neuro quirúrgicos
- Cuidados intensivos oncológicos
- Cuidados intensivos pacientes quemados
- Unidad posoperatoria de cirugía cardíaca.
- Unidad de Trasplante de órganos.
- Cuidados intensivos psiquiátricos.
- Unidades de cuidados intensivos geriátricos
- Cuidados posoperatorios, aunque la mayoría son «unidades de cuidados intensivos polivalentes».

### Unidades pediátricas y neonatales
Si la población pediátrica lo justifica, se desarrollan:
- Unidades de cuidados intensivos pediátricos, que deben diferenciarse de las:
- Unidades neonatales, cuyos pacientes se mueven en un rango estrecho de edad (desde el nacimiento hasta el día 28 de edad) conocido como período neonatal.

Las unidades de cuidados intensivos pueden formar parte de un medio de transporte, ya sea en aviones acondicionados como hospital, helicópteros, buques hospitalarios (usualmente integrados en cuerpos militares navales) y autobuses.

## Personal en las UCI, servicios y normativa

### Profesionales en la UCI
Diversos profesionales integran las unidades de cuidados intensivos. El médico perteneciente a la unidad de cuidados intensivos, comprendido como intensivista, consta de una especialidad en lo que atención crítica se refiere así como los conocimientos y habilidades necesarios para el desarrollo de las actividades necesarias. La regulación de especialidades médicas y la consiguiente homologación en la Unión Europea varía con el paso del tiempo con lo cual los criterios se adecuan a las necesidades y requerimientos de cada momento.
Por otra parte, los profesionales en enfermería pertenecientes a las unidades de cuidados intensivos son enfermeros altamente especializados, con frecuencia poseedores de una especialidad formal en enfermería intensiva a un nivel de especialización o maestría, dependiendo del ambiente formativo del país. Los enfermeros que trabajan en estas áreas poseen un ratio de 1:1 o de 2:1, es decir, un paciente por enfermero o máximo dos. 
Es fundamental, la intervención oportuna del Profesional de Enfermería, por medio de actividades fundamentadas en principios científicos, para asumir una actitud activa, para fortalecer, rehabilitar y prevenir complicaciones en el enfermo crítico  y aportar a la conservación y/o recuperación del estado de salud del paciente, fortaleciendo su autonomía y mejorando su calidad de vida.
La internación de pacientes pediátricos con diagnósticos que requieren la internación en una UTIP, no deberían ser internados en sala de pediatría, en la Terapia Adultos y/o Terapia Neonatal donde el paciente se acomoda a los equipos dispuestos en cada unidad. siendo un problema ya que estos tienen una programación con diferentes parámetros por lo que al momento de hacer uso de estos activan su alarma logrando descalibrar el equipo, teniendo en cuenta que son automáticos y tratan de aumentar o disminuir el flujo de aporte de oxígeno según la modalidad. La atención de los pacientes pediátricos requiere de un subespecialista, este RRHH, debe ser de permanencia ya que el rote frecuente podría generar problemas.
Los fisioterapeutas son parte de la gran mayoría de UCIs.

### Servicios
Según la última actualización de los estándares y recomendaciones del Ministerio de Sanidad y Política Social, el servicio ampliado de cuidados críticos es una de las evoluciones que se presentan en cuanto a servicios y unidades. Este servicio se ha incluido para ofrecer un servicio más completo a los pacientes agudamente enfermos, entre el que se incluye la resucitación y el reconocimiento de deterioro de la condición clínica.

### Normas de las Unidades de cuidados intensivos
La complejidad y gravedad de las patologías y problemáticas de los pacientes que se encuentran en la necesidad de acudir a la UCI, hace que sean imprescindibles una serie de normas y estándares para un correcto funcionamiento de cada unidad. Por ello, existen dos tipologías de normas relativas a la UCI:
- Normas de autorización y registro (Previas a la constitución de una UCI)
- Normas de Acreditación (Posteriores a la creación)

Así, un cierto número de comunidades autónomas se han visto obligadas a la cumplimentación de la legislación vigente acorde al RD 1277/2003, con lo cual en algunos casos se han debido llevar a cabo una serie de modificaciones, mientras que otras 7 comunidades autónomas no se han encontrado en la necesidad de realizar ninguna modificación para la cumplimentación de la normativa vigente.

### Criterios de inclusión del paciente en las UCI
Los dos criterios claves para la admisión de pacientes en la UCI son:
- que precisen un elevado nivel de cuidados
- que sean pacientes con una esperanza razonable de recuperación.

Para establecer el nivel o grado de cuidados se debe atender a las necesidades del paciente. En España se ha adoptado la clasificación del Department of Health del Reino Unido, que se atiene a dichas necesidades asistenciales del paciente en lugar de atender a los recursos del hospital de ingreso. Así se definen los niveles de atención 3 y 2:
- Nivel 3. Paciente que requiere soporte respiratorio avanzado o soporte respiratorio básico junto con soporte a  dos sistemas orgánicos,  al menos.  Este nivel incluye al paciente complejo que requiere soporte por fallo multiorgánico.
- Nivel 2. Paciente que requiere observación más frecuente o  intervención,  incluido el soporte de un sistema orgánico;  paciente que requiere cuidados postoperatorios;  o el paciente que proviene de niveles más altos de cuidados.[7]

## Derechos y garantías del paciente
El Ministerio de Sanidad establece unos derechos y garantías básicas de los pacientes ingresados en la UCI:
- La implicación del paciente en el cuidado de su propia salud es un elemento relevante en todas las estrategias de atención.
- Como principio general, la información debe ser clara, precisa y suficiente. Se debe facilitar información ordenada sobre las condiciones que rodean la estancia del paciente en la UCI.
- Tanto la realización de procedimientos diagnósticos y terapéuticos invasivos como la administración de tratamientos que impliquen riesgos o inconvenientes de notoria y previsible repercusión negativa sobre la salud del paciente, requerirán, siempre que la situación lo permita, su consentimiento por escrito.

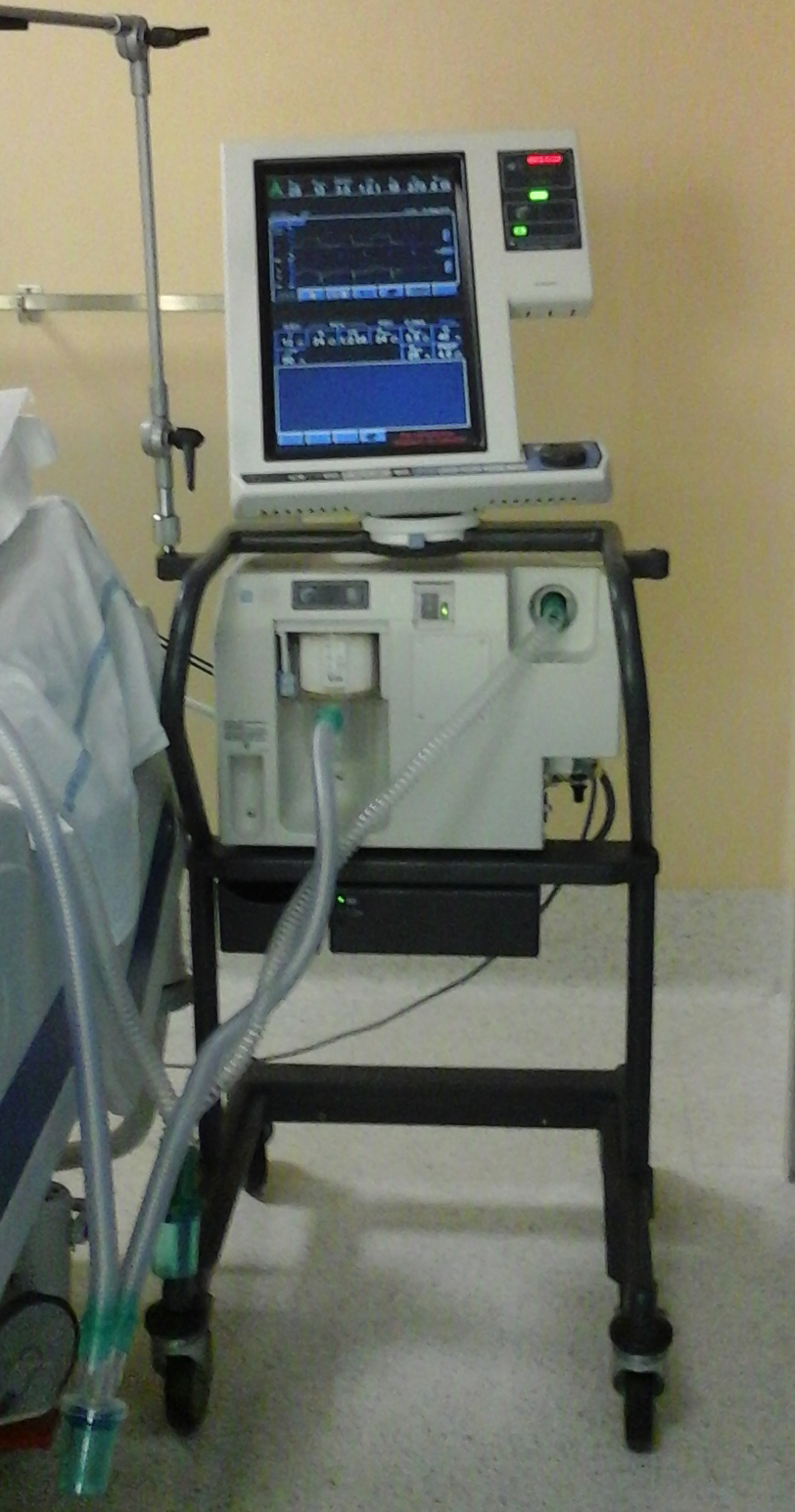
Un respirador o ventilador mecánico instrumento necesario y habitual de las UCI.

## Saturación de las UCI ante la pandemia de la COVID-19 por SARS-CoV-2
Durante la pandemia de COVID-19 se producen, en ocasiones, una saturación de las unidades de cuidados intensivos ante la afluencia masiva de enfermos con insuficiencia respiratoria y neumonías a los hospitales y, en concreto, a las unidades de cuidados intensivos, ya que requieren monitorización y respiradores para garantizar la ventilación mecánica, entre otras patologías. Los criterios de inclusión generales en las UCI son la necesidad de un elevado nivel de cuidados y que los enfermos sean recuperables. Muchos sistemas sanitarios se ven desbordados por esta pandemia, y no se puede atender correctamente a muchos pacientes, por lo que se tienen que aplicar criterios de selección para la admisión en dichas unidades (perspectivas de supervivencia, patologías previas, edad, etc.).